# История подъёмной техники
История подъёмной техники — процесс развития средств производства и орудий труда, предназначенных для подъёма грузов. Подъёмная техника служит для повышения эффективности труда человека, избавляет его от необходимости использовать мускульную силу, расширяет возможности. История подъёмной техники является частью истории техники в целом — науки, показывающей развитие средств труда в системе общественного производства.
История подъёмной техники начинается с самых древних времён и прослеживается до настоящего времени. Особо бурное развитие подъёмная техника пережила в XIX веке, к концу которого механизмы приобрели близкие к современным вид и принципы работы.

## Этапы развития
Долгое время главным источником тяги для подъёмных механизмов служила мускульная сила человека и животных.
В Древнем Египте для подъёма воды применялся шадуф. Он представлял собой рычажное устройство. К одному концу длинного шеста крепилось кожаное ведро, к другому – груз. При строительстве сооружений из тяжёлых блоков использовали ворот и катки для перемещений блоков по наклонной плоскости.
В период рабовладельческого строя также применялся рычаг. Однако появление блока привело к появлению первых подъёмных механизмов. Использование блока давало выигрыш в силе или скорости подъёма грузов, обеспечило возможность менять направление тяги.
В Древней Греции большую роль сыграли труды Архимеда. Он разрабатывал теорию рычагов, блоков, полиспастов и винтов для поднятия больших тяжестей. Это сильно способствовало развитию строительной техники в тот период.
В Древнем Риме применялся римский подъёмный кран со ступальным колесом. В частности, он использовался при возведении Пантеона.
В мануфактурный период основным двигателем механизмов было водяное (гидравлическое) колесо.
На Руси для поднятия грузов применялись простейшие механизмы и приспособления: вороты, блоки, винтовые деревянные домкраты, полиспасты. Подъёмными снастями были векоши, варовые канаты.
Появление парового двигателя, развитие металлургии приводит в XIX веке к бурному развитию подъемных механизмов.

### Этапы разработки грузоподъёмных механизмов в Европе XIX века[1]
- 1846 год — Уильям Армстронг строит первый работоспособный кран с водяным приводом.
- 1853 год — строительство первого парового крана (город Бат, фирма G Stothert & Co).
- 1862 год — ввод в работу первого немецкого крана с водяным приводом (Харбург).
- 1864 год — появляется первый полностью поворотный паровой кран (G Stothert & Co).
- 1873 год — демонстрируется первый портовый козловой кран (Appleby Bros).
- 1874 год — получение патента на цепь со сменными звеньями (от которой пошли все приводные цепи).
- 1875 год — появляются первые железнодорожные краны.
- 1885 год — оборудование крана электродвигателем.
- 1887 год — первый электрический мостовой кран.

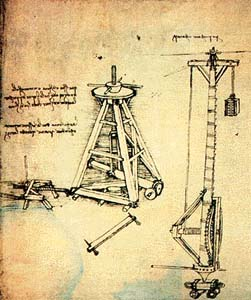
Подъёмный кран на тележке Леонардо да Винчи
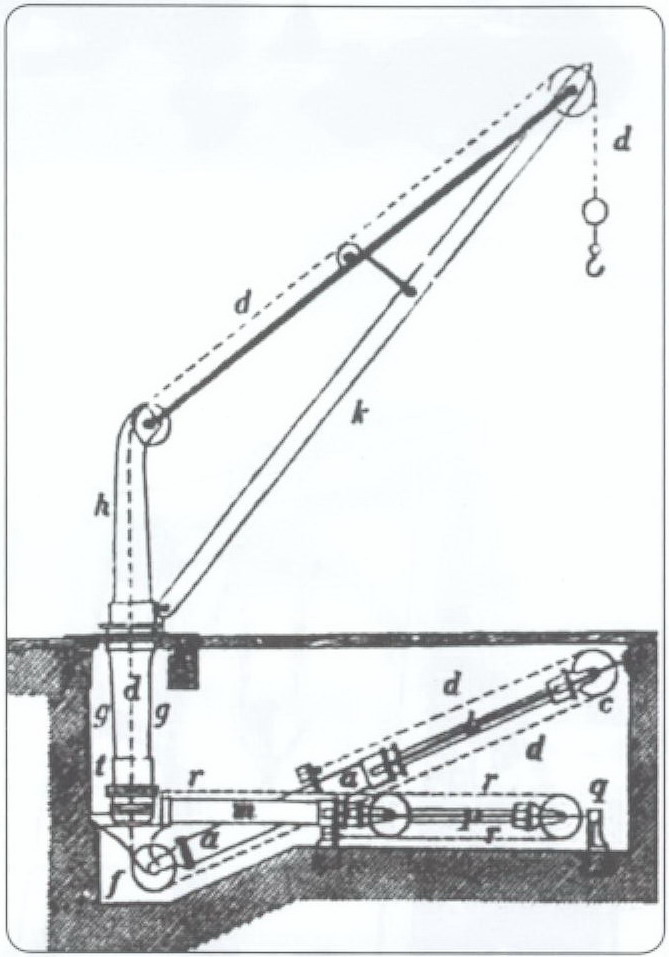
Кран с водяным приводом У. Д. Армстронга, 1846 год
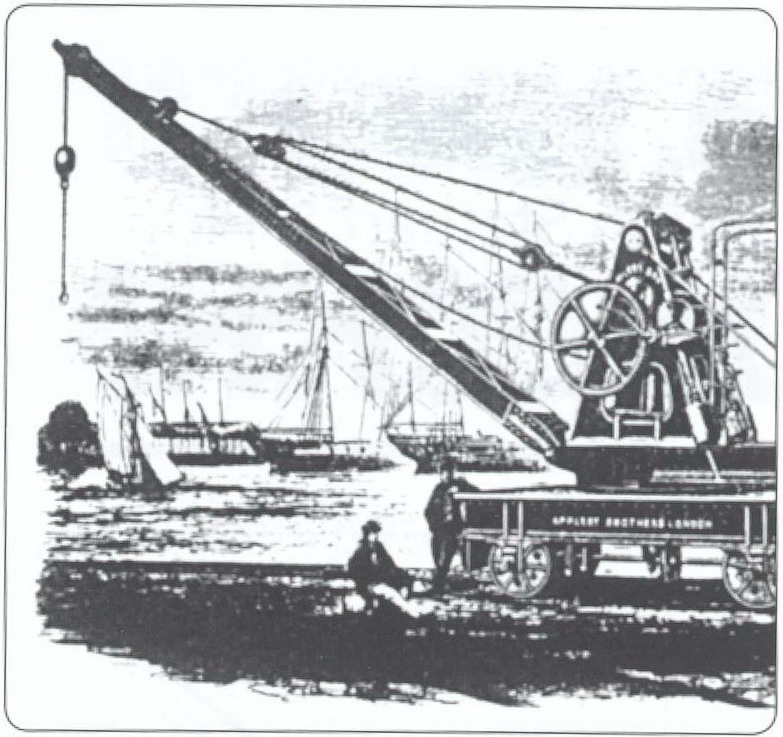
Кран Appleby Bros паровой, 1867 год
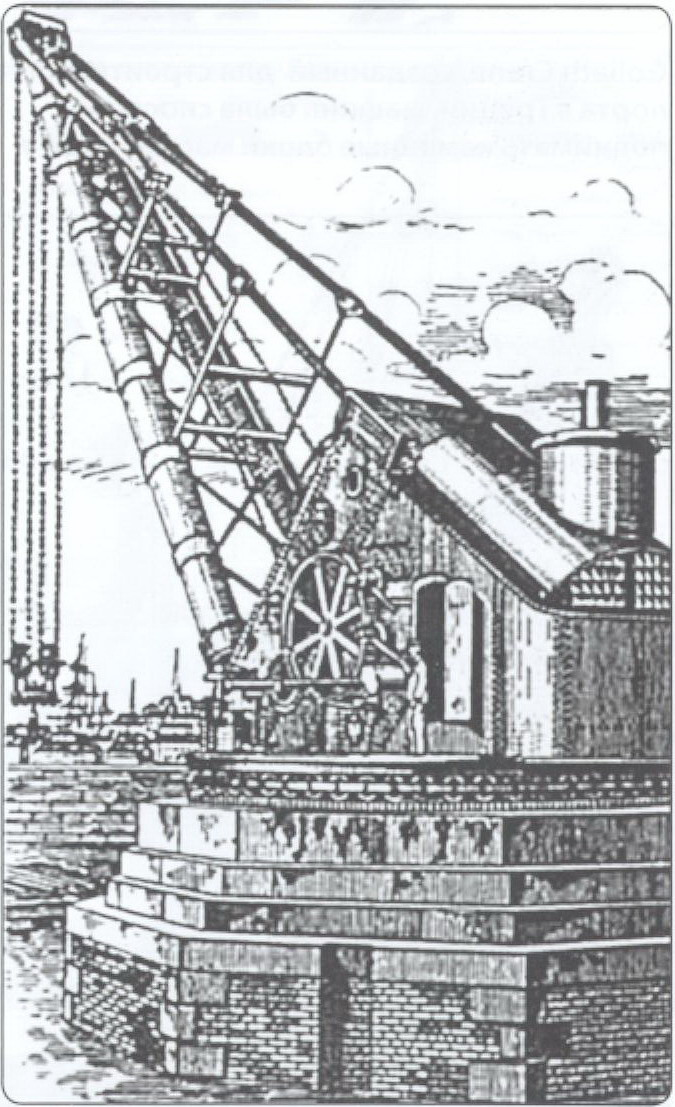
Кран Taylor & Co, 70 т, 1870 год
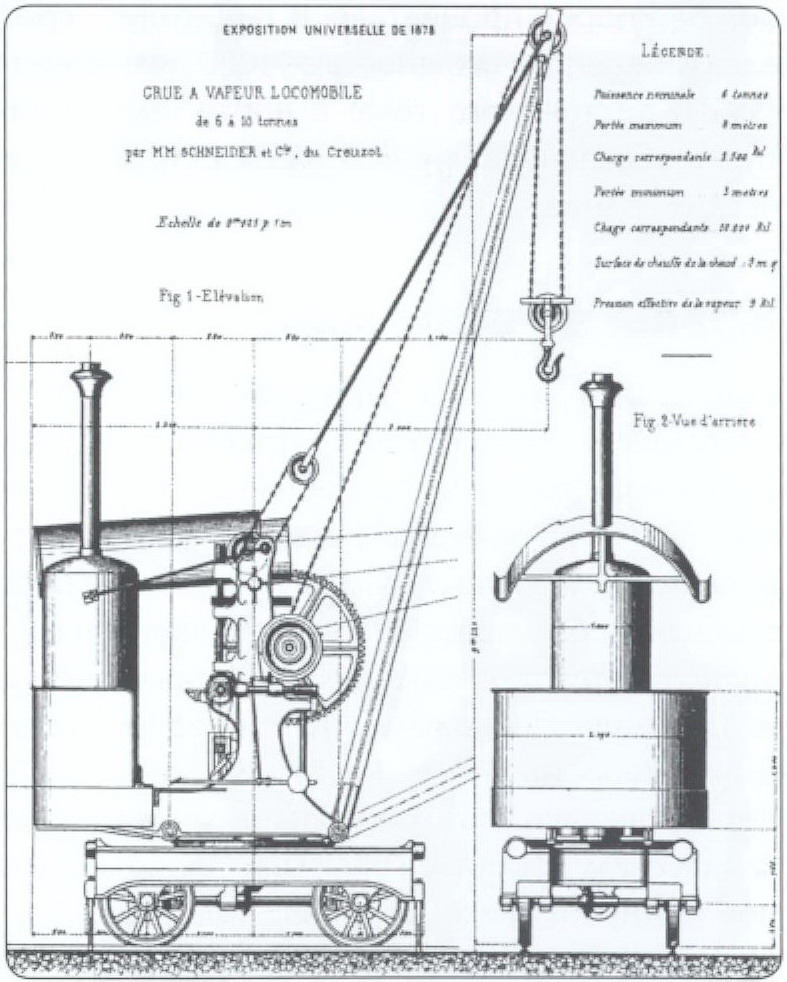
Кран Schneider & Cie, паровой, Франция, 2,5 тонны, 1878 год
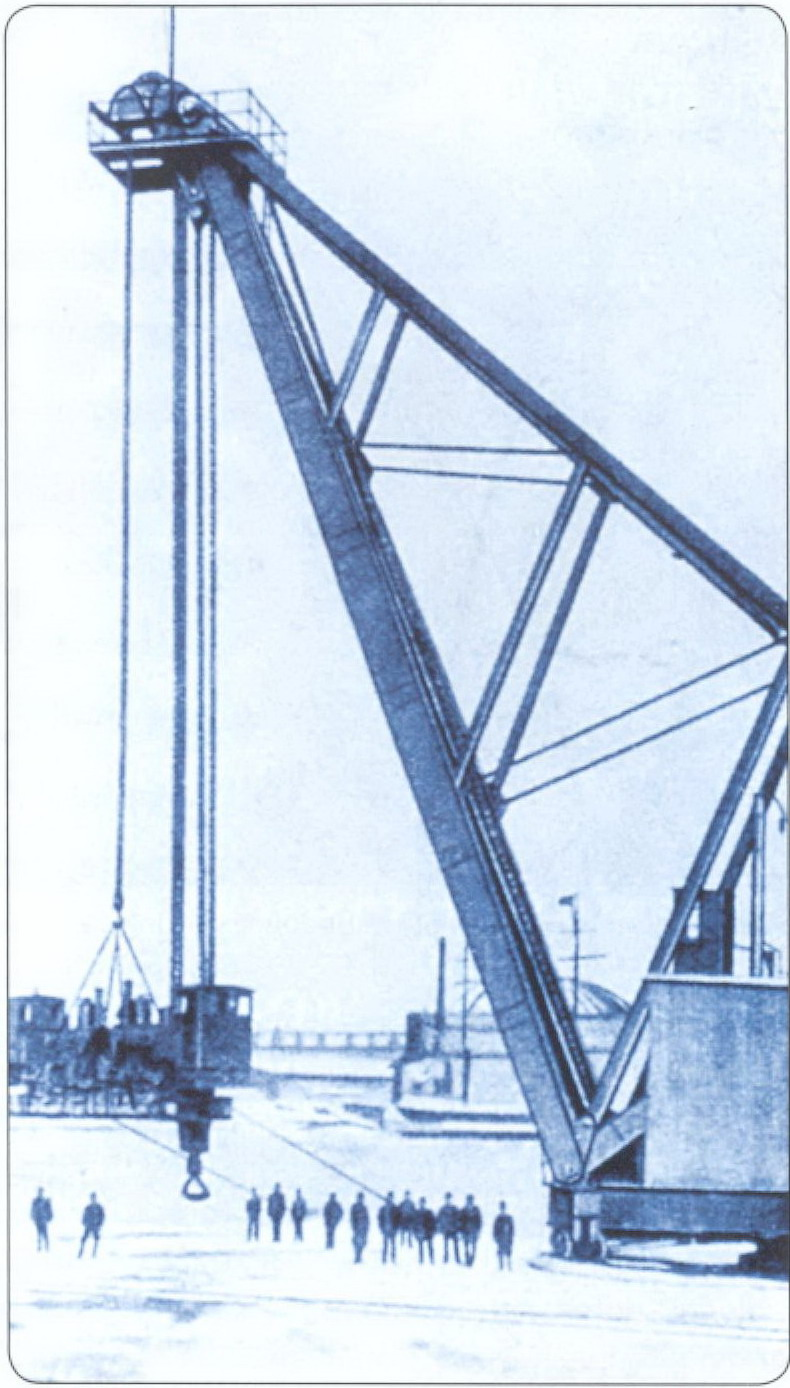
Кран Stuckenholz, Гамбургский порт, 150 тонн, 1885 год (работал до 1937 года, с 1925 года на электроприводе)
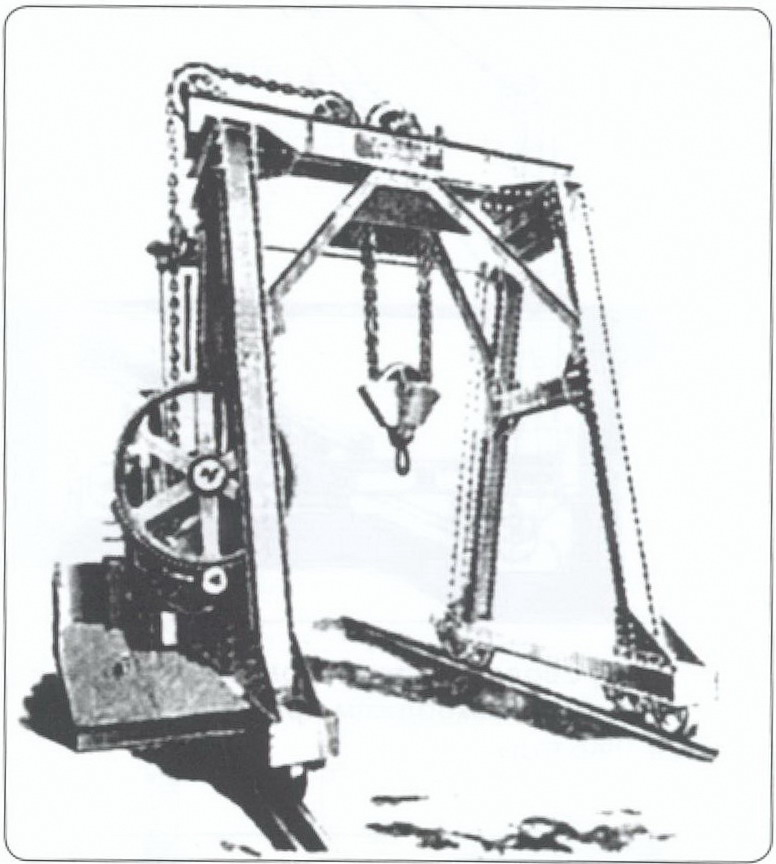
Кран Goliath Crane, фирма Coles, 24 тонны, 1887 год
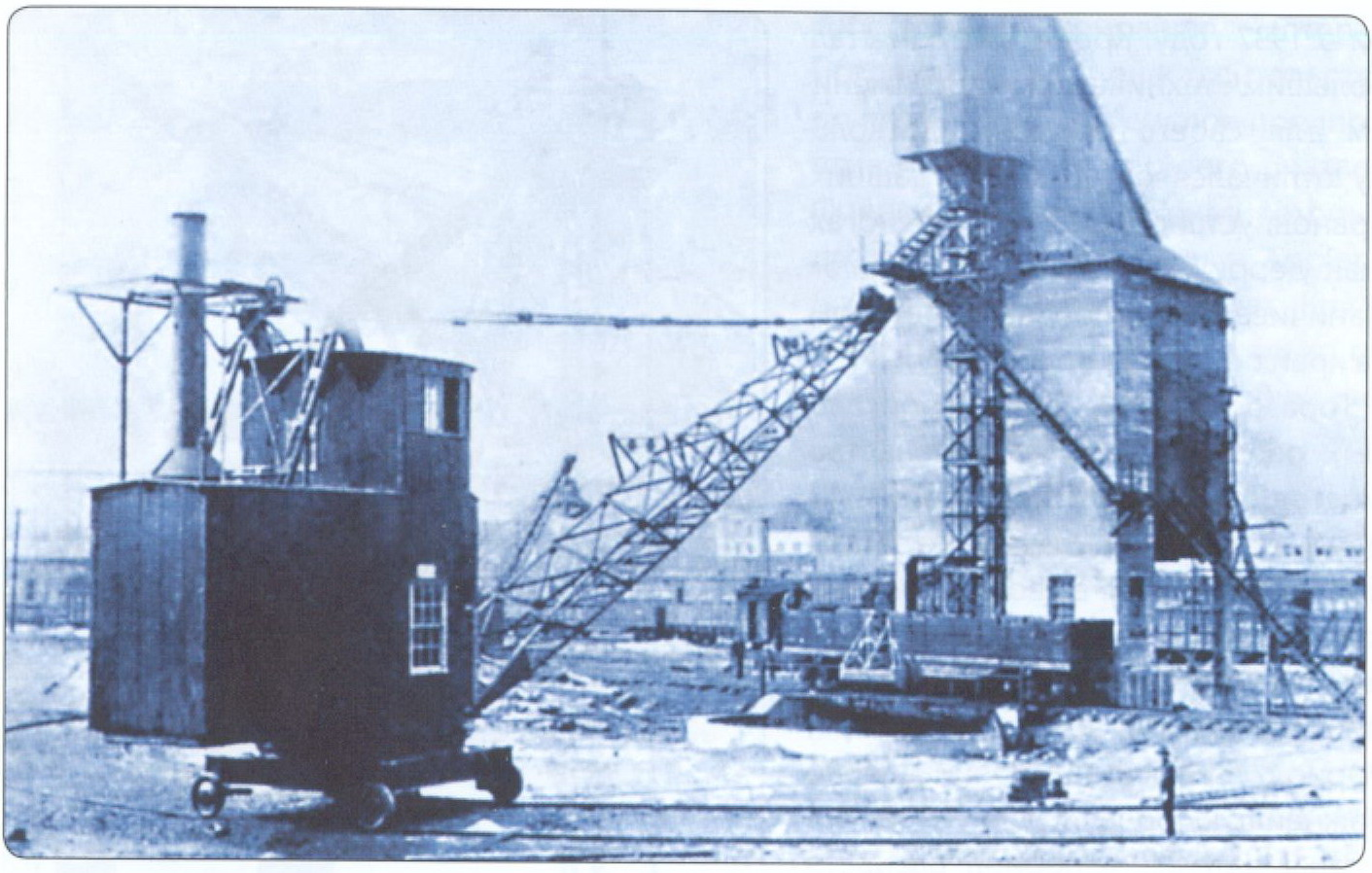
Кран Link-Belt, 1890 год, первый ширококолейный кран
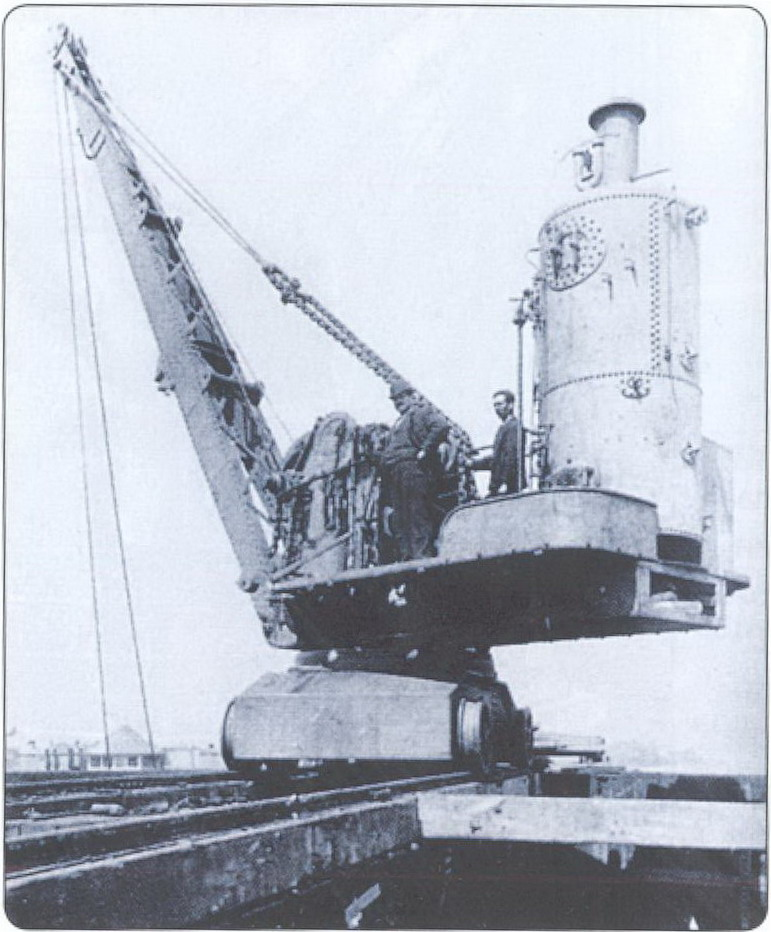
Кран Coles, 1897 год.jpg
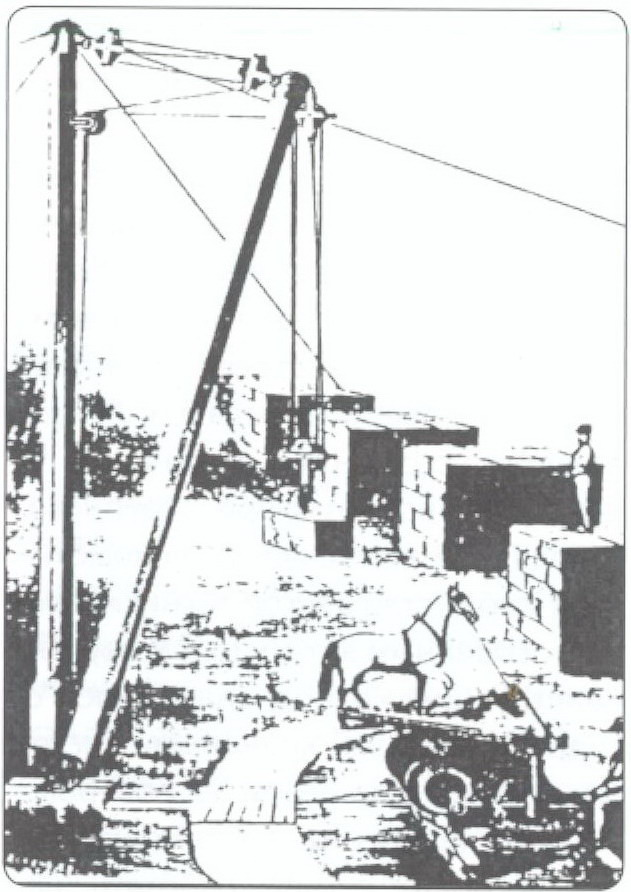
Деррик-кран, США, конец 1890-х